# Besonnungsstudie
Eine Besonnungsanalyse ist der methodische Kern einer Besonnungsstudie. Besonnungsstudien sind Bestandteil einer Bauleitplanung zur Erstellung eines Bebauungsplanes. Die DIN 5034 – Tageslicht in Innenräumen Teil 1 Abs. 4 definiert die qualitativen und quantitativen Mindestanforderungen für Belichtungsverhältnisse in Wohnräumen.

## Methode
Als Arbeitsgrundlage für die Erstellung einer exakten Besonnungsanalyse wird ein dreidimensionales Computermodell des Untersuchungsraums erstellt. Dieses Modell umfasst die topographische Situation, die Höhenlage über Normalnull, die Georeferenzierung und die bauliche sowie freiräumliche Umgebung. In diese Umgebung werden die zu untersuchenden Objekte in Lage, Ausrichtung, Höhe und Volumen integriert. Mittels genauer Kenntnis der Lage im dreidimensionalen Raum kann die exakte Position der Sonne im Bezug auf den Untersuchungsraum zu jeder spezifischen Zeit ermittelt werden. Durch diesen Bezug ist es möglich, den Licht- und damit auch den Schattenverlauf zu ermitteln.

### Betrachtungszeitpunkte
Um eine repräsentative Aussage über die Besonnung im Jahresverlauf geben zu können, werden drei für das Jahr signifikante Betrachtungszeitpunkte ausgewählt. Der 21. Juni ist der Tag mit dem höchsten Sonnenstand und auch der Tag mit der längsten Sonnenscheindauer von über 16 Stunden in Mitteleuropa. Er steht damit repräsentativ für den geringsten Schattenwurf. Der Zeitpunkt der Tagundnachtgleiche, der sowohl am 21. März wie auch am 21. September auftritt, steht für den mittleren jährlichen Schattenverlauf. Für den repräsentativen Zeitpunkt der minimalen Sonneneinstrahlung wird aufgrund der Vorgabe durch die DIN 5034 nicht der Tag der Wintersonnenwende, der 21. Dezember, sondern ein mittlerer Wintertag definiert, der 17. Januar.

### Simulation
Um die Verschattungswirkung der zu untersuchenden Objekte auf die Umgebung bzw. auch auf sich selbst zu untersuchen, werden mittels Computersimulation die Sonnenstände zu bestimmten Zeitpunkten simuliert und ein Verschattungsbild des Untersuchungsraums gerechnet. Diese Schattenverläufe werden zu den definierten Betrachtungstagen in jeweils dem Sonnenverlauf angepassten Betrachtungsintervallen, über den Tagesverlauf hinweg im Lageplan dargestellt. Aufgrund dieser Schattenverlaufsbilder kann die Auswirkung der zu Untersuchenden Objekte bezüglich der Besonnung genau analysiert werden.

## Normen und Standards
- DIN 5034 Tageslicht in Innenräumen

In Deutschland sind die Anforderungen in Hinsicht auf die Belichtung von Räumen auch in den Arbeitsstättenrichtlinien und in den Landesbauordnungen festgelegt.